# Rhyacophila cedrensis
Rhyacophila cedrensis är en nattsländeart som beskrevs av Schmid in Schmid, Arefina och Levanidova 1993. Rhyacophila cedrensis ingår i släktet Rhyacophila och familjen rovnattsländor. Inga underarter finns listade i Catalogue of Life.